# Liste des autoroutes d'Australie
Ceci est une liste des autoroutes d'Australie :
- Federal Highway (Route national 23) : 93 kilomètres, relie Hume Highway à Canberra
- WestConnex : 33 kilomètres de long située à Sydney
- Western Freeway  : 125 kilomètres de long, reliant Melbourne à Ballarat
- Westlink M7 : relie Prestons (Nouvelle-Galles du Sud) (M5), Eastern Creek (Nouvelle-Galles du Sud) (M4), et Baulkham Hills (Nouvelle-Galles du Sud) (M2)